# Cogua (kommun)
Cogua är en kommun i Colombia.   Den ligger i departementet Cundinamarca, i den centrala delen av landet, 50 km norr om huvudstaden Bogotá. Antalet invånare är 18 276.